# ロバート・トルァックス
ロバート・C・トルァックス（Robert C. Truax）海軍大佐（1917〜2010）は米海軍およびエアロジェット社のロケット技術者でトルァックスエンジニアリング社の創設者でもある。
いわゆる「ビッグ・ダム・ブースターBig Dumb Booster」コンセプト提唱者の一人であり、様々な低価格のロケットエンジンやロケットヴィークルの提案を行なった。
10代の頃にポピュラーメカニクス誌のロバート・ゴダードの記事に触発されて自らもロケットを作ろうとした。士官候補生だったの1936年̃から1939年の間、液体燃料ロケットモータの実験を行ない1939年2月の「Astronautics」誌に論文を発表した。
1938年に自作したロケット燃焼室を英国惑星間協会（British Interplanetary Society）に披露し、その技術論文は米国ロケット協会によって出版された。
2年間の海上勤務（空母エンタープライズ (CV-6) と駆逐艦）を経た後、少佐となったトルァックスはアナポリスの海軍航空局（Bureau of Aeronautics (BuAer)) 艦上装備部内の工学試験所に勤務した。
そこで自然着火性燃料（ハイパーゴリック：硝酸と接触する事で発火する）を発見したチームを率いてWACコーポラル（※1945年に完成した初の観測用ロケット）用のアニリン+20％フルフリルアルコール混合燃料を開発した。
1943年頃には固体燃料のJATOに先駆けて推力1500lbf（6.7kN）の液体燃料JATOを開発。

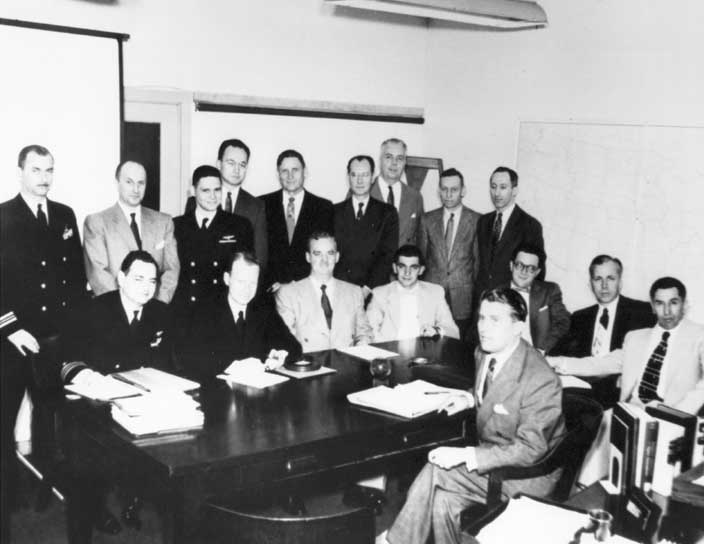
1955年ヴァンガード計画に競合する Project Orbiter のミーティング

1955年から1958年にかけて空軍システム軍団のバーナード・シュリーバー中将の下に配属され、アドルフ・シェール博士と共にPGM-17 ソーIRBMの基礎研究を行なった。「シービー｣、｢シーホース」海上（半水没）発射式ロケットの研究も行なっていた。 1957年に米国ロケット協会の会長に就任した後、1959年に海軍を退役した。
退役後はエアロジェット社の先進開発部門で（「シービー｣、｢シーホース」の発展型である）シードラゴンロケット計画を進めた。
2010年9月17日に前立腺がんによりカルフォルニアの自宅で息を引き取る。
1966年、トルァックス・エンジニアリング社を設立。シードラゴンの後継となる海上発射方式ロケット（エクスカリバー、エクスカリバーS、SEALAR）の研究を継続して行なった。